# Shahrestān di Zahedan
Lo shahrestān di Zahedan (farsi شهرستان زاهدان) è uno dei 18 shahrestān del Sistan e Baluchistan, il capoluogo è Zahedan. Lo shahrestān è suddiviso in 3 circoscrizioni (bakhsh): 
- Centrale (بخش مرکزی)
- Nosratabad (بخش نصرت‌آباد), con la città di Nosratabad.
- Kurin (بخش کورین)